# 擁友
《擁友》是香港歌手張學友發行第八張國語專輯。

## 簡介
隨著1995年的國語精選專輯《真愛新曲＋精選》在華語市場大賣，張學友推出了該年的全新國語專輯《擁友》，此張唱片與《友學友95世界巡迴演唱會》同步發行。唱片整體製作精良，到目前為止已經成為許多音樂發燒友以及張學友樂迷的收藏精品之一。

## 影響
唱片推出后獲得好評如潮，并極其罕見的集合了來自香港、台灣、新加坡以及美國的二十多位詞曲家完成全部歌曲創作，唱片曲風包攬了拉丁曲風等異國風情。其目的亦被認為是進軍國際市場。
唱片多首歌曲製作質素精良，流行一時的歌曲包括《擁有》、《情願》、《人在雨中》、《一滴淚》、《說了誰懂》以及《愛和承諾》等。其中歌曲《愛和承諾》與剛剛復出樂壇的好友陳慧嫻合唱，其目的是幫助陳慧嫻重新打開香港的音樂市場。

## 曲目
| 曲序 | 曲目                   |               | 作曲            | 编曲          | 备注                                   |
| ---- | ---------------------- | ------------- | --------------- | ------------- | -------------------------------------- |
| 1.   | 擁有                   | 謝明訓 林明陽 | Danny Beckerman | Ric Formosa   | 福特六和汽車“All New Liata”廣告曲      |
| 2.   | 情愿                   | 鄔裕康        | 郭子            | 趙增熹        |                                        |
| 3.   | 人在雨中               | 吳旭文        | 吳旭文          | 鍾興民        |                                        |
| 4.   | 一滴淚                 | 洪堯斌        | 洪堯斌          | Brock Walsh   | 粵語版為《我哭了》                     |
| 5.   | 說了誰懂               | 林明陽        | 劉亞文          | 屠穎          |                                        |
| 6.   | 兩難                   | 李姚          | 凌偉文          | 屠穎          |                                        |
| 7.   | 愛和承諾（陳慧嫻合唱） | 祈志泉        | 李偉菘          | 吳慶隆        | 新加坡電視機構電視劇《潮州家族》插曲   |
| 8.   | 別哭泣                 | 林明陽        | 王豫民          | 趙增熹        |                                        |
| 9.   | 這個冬天不太冷（國語） | 蕭雅智        | 張學友          | 楊振龍 王雙駿 | 粵語版為《這個冬天不太冷》             |
| 10.  | 潮水的諾言             | 程潔茵        | 李偲菘          | 趙增熹        | 新加坡電視機構電視劇《潮州家族》主題曲 |
| 11.  | 如果你懂               | 丁曉雯        | 郭子            | Brock Walsh   | 粵語版為《多麼的需要你》               |